# Türje
Türje är en ort i Ungern.   Den ligger i provinsen Zala, i den västra delen av landet, 160 km väster om huvudstaden Budapest. Türje ligger 141 meter över havet och antalet invånare är 1 868.
Terrängen runt Türje är platt. Runt Türje är det ganska tätbefolkat, med 56 invånare per kvadratkilometer. Närmaste större samhälle är Zalaszentgrót, 4,8 km söder om Türje. Trakten runt Türje består till största delen av jordbruksmark.